# 鄆州
郓州，隋朝、唐朝、宋朝设置的州。

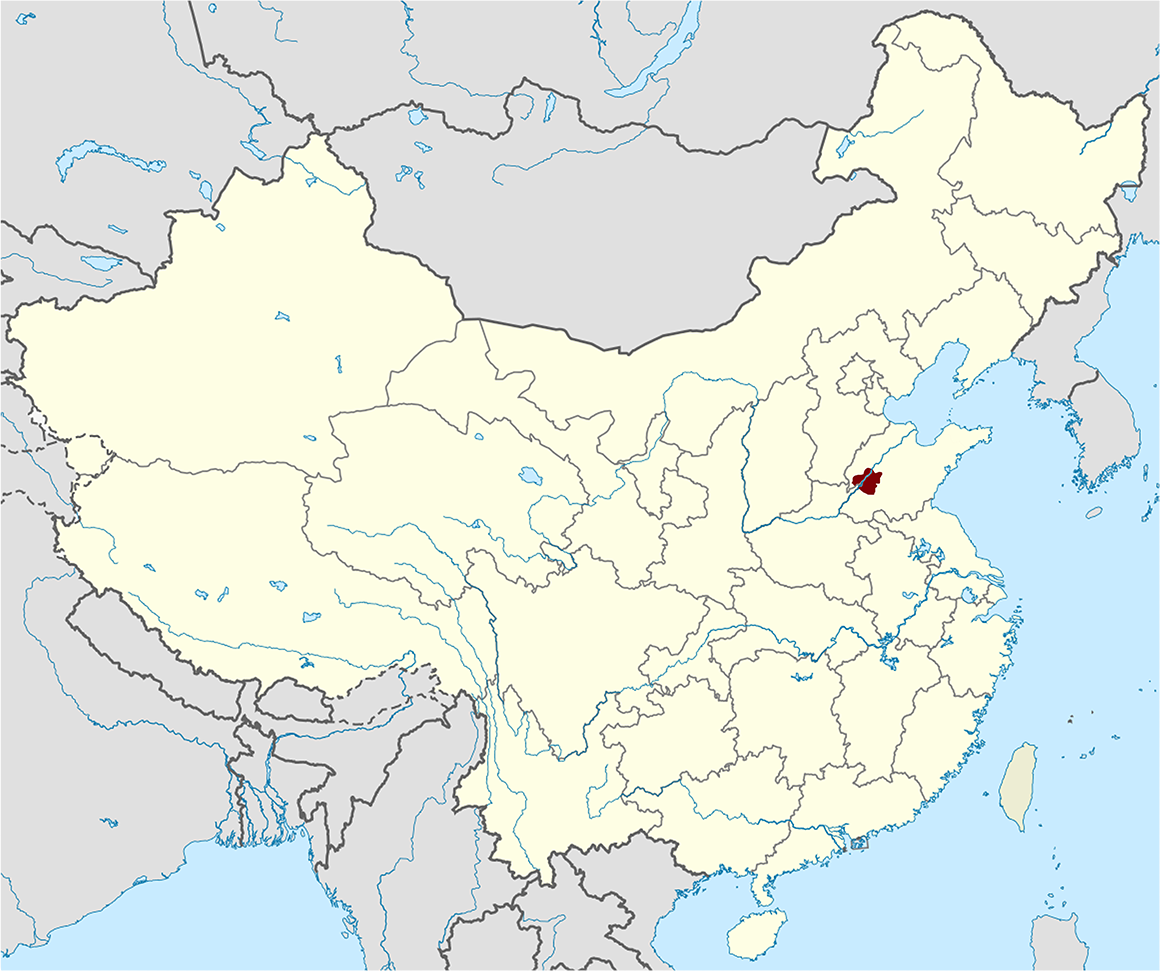
山东鄆州地图

隋朝开皇十年（590年），设立郓州，治所在郓城县（今山东省郓城县）。唐朝改治须昌县（今东平县西北）。宋朝治须城县（今东平县）。宣和元年（1119年），郓州升格为东平府。
| 唐朝郓州辖县 | 唐朝郓州辖县                                                                               |
| ------------ | ------------------------------------------------------------------------------------------ |
| 618年        | 郓城县、巨野县、鄄城县、雷泽县、须昌县、宿城县                                             |
| 621年        | 郓城县、须昌县、宿城县（鄄城县、雷泽县改属濮州，巨野县改属麟州）                           |
| 622年        | 郓城县、须昌县、宿城县（寿张县、乘丘县、巨野县来属）                                       |
| 627年        | 郓城县、须昌县、宿城县、寿张县（乘丘县、巨野县改属戴州）                                   |
| 634年        | 须昌县（改治）、郓城县、寿张县（废除宿城县）                                               |
| 643年        | 须昌县、郓城县、寿张县（巨野县来属）                                                       |
| 709年        | 须昌县、郓城县、寿张县、巨野县（重设宿城县）                                               |
| 754年        | 须昌县、郓城县、寿张县、巨野县、宿城县（卢县、平阴县、东阿县、阳谷县来属）                 |
| 788年        | 须昌县、郓城县、寿张县、巨野县、宿城县（改为东平县）、卢县、平阴县、东阿县、阳谷县         |
| 798年        | 须昌县、郓城县、寿张县、巨野县、东平县、卢县、平阴县、东阿县、阳谷县（中都县来属）         |
| 830年        | 须昌县、郓城县、寿张县、巨野县、东平县（改为天平县）、卢县、平阴县、东阿县、阳谷县、中都县 |
| 832年        | 须昌县、郓城县、寿张县、巨野县、卢县、东阿县、阳谷县、中都县（废除天平县、平阴县）         |
| 837年        | 须昌县、郓城县、寿张县、巨野县、卢县、东阿县、阳谷县、中都县（重设平阴县）                 |
| 905年        | 须昌县、郓城县（改为万安县）、寿张县、巨野县、卢县、东阿县、阳谷县、中都县、平阴县         |

## 历任长官
唐朝郓州刺史
- 蒋合（621年—623年）
- 张德政（623年—625年）
- 颜游秦（武德末年—贞观初年）
- 柳震（贞观年间）
- 杨续（634年—639年）
- 张伟度（贞观年间）
- 李道明（贞观年间）
- 李丰（唐高宗时）
- 燕敬嗣（唐高宗、武后时）
- 陆绩（武周时）
- 薛思贞（武周时）
- 吴文涣（武周时）
- 李绍（唐中宗时）
- 桓臣范（715年之前）
- 薛儆（开元初年）
- 崔球（开元前期）
- 吕元悟（727年）
- 崔绍（732年）
- 徐恽（735年）
- 李元缄（开元年间）
- 顾缵
- 郑再思
- 陆钦嗣
- 东平郡太守（742年—757年）
- 姚訚（757年）
- 尚衡（758年—759年）
- 窦延祚（上元年间）
- 裴序（大历初年）
- 马炫（大历初年）
- 郭岑（773年）
- 张文韬（大历后期）
- 石隐金（776年）
- 李正己（777年—781年）
- 李纳（781年—792年）
- 李师古（792年—806年）
- 李恪（806年，虚领）
- 李师道（806年—819年）
- 田弘正（819年）
- 马总（819年—821年）
- 刘总（821年，未任）
- 马总（821年—822年）
- 乌重胤（822年—827年）
- 崔弘礼（827年—829年）
- 令狐楚（829年—832年）
- 殷侑（832年—835年）
- 庾成宣（835年）
- 殷侑（835年）
- 王源中（835年—838年）
- 李彦佐（838年—841年）
- 薛元赏（841年—843年）
- 狄兼谟（843年—844年）
- 刘约（844年—846年）
- 崔蠡（846年—847年）
- 田牟（847年—850年）
- 马植（850年，未任）
- 李景让（851年—852年）
- 韦损（852年—854年）
- 田牟（854年）
- 孙景商（854年—856年）
- 李业（856年—858年）
- 杜胜（859年）
- 裴识（860年）
- 杨汉公（861年—862年）
- 李穜（862年—863年）
- 柳仲郢（864年—865年）
- 田鐬（865年—866年）
- 孔温裕（867年—869年）
- 高骈（869年—874年）
- 薛崇（875年—877年）
- 张裼（877年—879年）
- 杨损（879年，未任）
- 崔君裕（879年）
- 曹全晸（880年—881年）
- 崔用（881年—882年）
- 曹存实（882年）
- 朱瑄（882年—897年）
- 庞师古（897年）
- 朱友裕（897年）
- 朱温（899年—904年，遥领）
- 韦震（899年—904年）
- 张全义（904年）
- 韦震（904年）
- 朱温（904年—907年，遥领）

五代鄆州刺史
- 袁象先（910年—913年）
- 牛存节（913年—915年）
- 王檀（916年）
- 霍彥威（917年—921年）
- 戴思远（921年—923年）
- 崔簹（923年）
- 李嗣源（923年—924年）
- 李存霸（924年—926年）
- 李存渥（926年）
- 霍彥威（926年）
- 符习（926年—929年）
- 王晏球（929年—930年）
- 房知温（930年—932年）
- 李从温（933年）
- 李从曮（933年—934年）
- 王建立（934年—936年）
- 石敬瑭（936年）
- 王建立（936年—937年）
- 安审琦（937年—938年）
- 范延光（938年）
- 赵在礼（938年—940年）
- 杜重威（940年—942年）
- 景延广（942年—942年）
- 张从恩（944年—945年）
- 高行周（945年—946年）
- 李守贞（946年—947年）
- 白文珂（947年）
- 慕容彦超（947年—950年）
- 高行周（950年—952年）
- 符彦卿（952年—954年）
- 何福进（954年）
- 郭从义（954年—957年）
- 刘仁贍（957年）
- 李重进（957年—959年）
- 韩通（959年）

北宋知鄆州
- 韩令坤（960年—961年）
- 石守信（961年—977年）
- 袁廓（982年）
- 曹彬（983年—985年）
- 吴元扆（986年—987年）
- 赵承宗（991年）
- 陈省华（996年）
- 王延德（998年）
- 马襄（999年）
- 姚铉（1000年—1001年）
- 雷孝先（1002年—1003年）
- 丁谓（1004年）
- 段晔
- 刘煜（1005年—1007年）
- 马元方（1008年）
- 李迪（1009年—1010年）
- 侍其曙（1012年）
- 戚伦（1018年）
- 李及（1019年）
- 李迪（1020年—1022年）
- 任中正（1022年—1023年）
- 崔立（1024年—1026年）
- 杜尧臣（1027年—1028年）
- 孔道辅（1029年—1030年）
- 陈尧咨（1030年—1033年）
- 王贻永（1035年—1036年）
- 王曾（1037年—1038年）
- 孔道辅（1039年）
- 张傅（1039年—1040年）
- 张观（1041年—1042年）
- 郑戬（1042年—1077年）
- 宋庠（1043年—1045年）
- 富弼（1046年—1047年）
- 韩琦（1047年）
- 郭劝（1047年—1048年）
- 孙祖德（1048年—1049年）
- 刘夔（1049年—1051年）
- 张奎（1051年—1052年）
- 钱明逸（1052年—1053年）
- 庞籍（1053年—1055年）
- 李端懿（1055年—1058年）
- 刘湜（1058年）
- 刘敞（1058年）
- 赵概（1058年—1060年）
- 吴奎（1060年—1061年）
- 曹佾（1061年—1064年）
- 张方平（1064年—1065年）
- 李璋（1065年—1067年）
- 郭逵（1067年）
- 向传范（1067年—1068年）
- 滕甫（1069年—1070年）
- 邵亢（1071年—1073年）
- 吕公孺（1074年—1077年）
- 王克臣（1077年—1078年）
- 贾昌衡（1078年—1080年）
- 李肃之（1080年—1081年）
- 许将（1081年—1082年）
- 曾孝宽（1082年—1083年）
- 钱暄（1083年—1085年）
- 吕公孺（1085年—1086年）
- 滕元发（1086年—1087年）
- 蒲宗孟（1088年—1089年）
- 谢景温（1090年）
- 蔡京（1090年—1091年）
- 李承之（1091年）
- 刘挚（1091年—1094年）
- 梁燾（1094年）
- 乔执中（1094年—1095年）
- 杜紘（1095年）
- 吕嘉问（1096年—1097年）
- 王宗望（1097年—1099年）
- 胡宗师
- 宇文昌龄（1099年—1100年）
- 杜常（1100年）
- 吕嘉问（1100年）
- 刘安世（1100年—1101年）
- 刘奉世（1102年）
- 毕仲游
- 岑象求
- 邵䶵（1102年）
- 钟传（1102年—1103年）
- 徐彦孚
- 许几（1104年—1106年）
- 孙鼛
- 黄裳（1106年）
- 王宁（1106年）
- 王襄
- 白时中
- 曾孝广（1107年）
- 孙鼛（1107年—1108年）
- 王汉之
- 贾炎（1110年—1111年）